# قرار مجلس الأمن التابع للأمم المتحدة رقم 2195
تم تبني قرار مجلس الأمن التابع للأمم المتحدة رقم 2195 بالإجماع من قبل مجلس الأمن التابع للأمم المتحدة في 19 ديسمبر 2014. وجاء القرار عقب مناقشة بدأها وزير خارجية تشاد الذي أوضح الحاجة إلى اتخاذ تدابير دولية لمنع الإرهابيين من الاستفادة من الجريمة المنظمة متعددة الجنسيات. وسيشمل ذلك حالات تهريب الأسلحة، والاتجار بالبشر، وتهريب المخدرات، واستخدام الطائرات في التجارة غير المشروعة، والاتجار بالمعادن، والاختطاف، والابتزاز، والسطو على البنوك. طُلب من الدول الأعضاء في الأمم المتحدة تعزيز حراسة حدودها من أجل تقييد حرية حركة الإرهابيين.

## المحتوى
وعبرت المناقشات عن الحاجة إلى رفع مستوى مكافحة الإرهاب بكافة أشكاله إلى مستوى متعدد الجنسيات. تتمثل إحدى الأولويات الأولى، في هذه الدورة، في قطع طرق تمويل الإرهاب التي تنطوي على الجريمة المنظمة، وكذلك الحاجة إلى مكافحة الفساد وغسيل الأموال والتدفقات المالية غير المشروعة. ونتيجة لذلك، فإن القاعدة تخسر الأموال بهذه الطريقة. لذلك، طُلب من البلدان مواصلة المشاركة بنشاط في العمل مع قائمة الجزاءات المفروضة على القاعدة.
إن المنطقة التي تحتاج إلى المساعدة في مكافحة الإرهاب هي أفريقيا، حيث يمكن أن يؤدي الجمع بين الإرهاب والتطرف العنيف والجريمة المنظمة عبر الوطنية إلى تفاقم النزاعات. وقد بدأ بالفعل عدد من الشراكات بين البلدان هناك لمعالجة المشاكل. واحد كان أفريبول. اتفاقية تعاون بين آلية التعاون الشرطي الإفريقي (أفريبول) والمنظمة الدولية للشرطة الجنائية ( الإنتربول ) في فبراير 2014.

## القرارات ذات الصلة
- قرار مجلس الأمن التابع للأمم المتحدة رقم 2170
- قرار مجلس الأمن التابع للأمم المتحدة رقم 2178
- قرار مجلس الأمن التابع للأمم المتحدة رقم 2249
- قرار مجلس الأمن التابع للأمم المتحدة رقم 2253